# Таємний наказ про депортацію українців
Нака́з про депорта́цію украї́нців або Наказ № 0078/42 від 22 червня 1944 року «Про ліквідацію саботажу на Україні…» — нацистська пропагандистська листівка Третього рейху російською мовою, надрукована в 1944 році, примірник якої зберігається в розсекреченій справі в Центральному державному архіві громадських об'єднань України (ЦДАГО України) (колишній Архів Центрального Комітету Комуністичної партії України). Зміст листівки вперше опублікували в газеті «Літературна Україна» 27 лютого 1992 року під виглядом «секретного наказу НКВС і НКО СРСР про виселення всіх українців, що проживали на території окупованій німецькими військами, до „окремих країв СРСР“». Після публікації з'ясувалося, що дослідник Василь Марочкін, який надав текст листівки для газети, приховав частину тексту, що спотворило зміст документа.
Також текст листівки, опублікований у газетній статті, містив помилку: замість «вислати у віддалені краї Союзу РСР» (рос. Выслать в отдалённые края Союза ССР), як у оригінальному архівному документі, було надруковано «вислати в окремі краї Союзу РСР»
(рос. Выслать в отдельные края Союза ССР).
5 березня 1992 року, вже в наступному номері газети «Літературна Україна» було надруковано статтю директора ЦДАГО України кандидата історичних наук Руслана Пирога зі спростуванням статті Марочкіна. Руслан Пиріг повідомив, що документ, на який посилався Марочкін, є німецькою листівкою, яку ніяк не можна видавати за оригінал наказу і коментувати відповідним чином. У редакційному дописі зазначалося, що газета довірилася публікаторові Василю Марочкіну, який, приховавши суттєву деталь автентичного документа, дезінформував читачів, і що надалі редакція відмовляється від співпраці з Марочкіним.

## Заперечення автентичності наказу
Обставини, за яких було знайдено «наказ № 0078/42», а також численні деталі його змісту, оформлення і термінології дають підстави для сумніву щодо автентичності тексту.
Документ, що містить текст цього «наказу», виявив 1992 року кандидат історичних наук Василь Марочкін, коли працював в Центральному державному архіві громадських об'єднань України. Наказ був оприлюднений в його статті «Выслать в отдельные края Союза ССР ВСЕХ УКРАИНЦЕВ…» в газеті «Літературна Україна» від 27 лютого 1992 року. Відразу після публікації виявилося, що архівний документ не є оригіналом чи офіційною копією наказу. Це німецька пропагандистська листівка, виготовлена 1944 року, про що Марочкін у публікації приховав. 5 березня 1992 року «Літературна Україна» надрукувала лист-спростування директора Центрального державного архіву громадських об'єднань доктора історичних наук Руслана Пирога, який засвідчив, що в архіві зберігається лише німецька листівка (ЦДАГО, ф. 1, оп. 70, спр. 997, арк. 91), а не оригінал чи копія наказу, а архівна справа 997, в якій зберігається листівка, має назву «Листовки, журнал „Вестник немецко-фашистского и украинского националистического Харькова“». У коментарі редакція газети відзначила, що враховуючи сталінський геноцид, існування такого документа є можливим.
1998 року Фелікс Чуєв у своїй книзі «Солдаты империи» із посиланням на генерала Василя Рясного навів текст наказу, що незначно відрізняється від документа Марочкіна.
На користь версії фальсифікації, зокрема, свідчить той факт, що реально проведені під час війни депортації народів оформлювалися аж ніяк не відомчими наказами рівня наркоматів, а постановами вищого органу влади на той період — Державного комітету оборони. Щодо українців про таку постанову нічого не відомо. «Наказ № 0078/42» вкрай неконкретний, не встановлює відповідальних за його виконання осіб, що не притаманно іншим відомим наказам по НКВС і НКО. Крім того, в Збройних силах СРСР не відомі частини та з'єднання, що офіційно звалися би «каральними»; наказ по НКВС СРСР № 0078 за 1944 р. датований 26 січня і присвячений зовсім іншим питанням; «особливих відділів» в Червоній Армії, що згадуються у «наказі», в 1944 році вже не існувало; посада Г. К. Жукова 1944 року називалася «Перший заступник народного комісара», а не просто «Заступник», як у «наказі» тощо.
Історики з Інституту історії України НАН України в багатотомній «Енциклопедії історії України» не розглядають цей наказ навіть як робочу гіпотезу (див. оглядову статтю «Депортації в ретроспективі української історії»).

## Відтворення «тексту наказу»
Відтворення цього «секретного наказу» 1998 року опубліковано в книзі «Солдати імперії» Фелікса Чуєва. Походження його тексту в книзі не конкретизовано. Утім, текст у книзі містить ту ж саму помилку, що і в газетній публікації Марочкіна — «окремі краї» замість «віддалені краї», як у архівній німецькій листівці.
|  | ЦІЛКОМ ТАЄМНО Наказ № 0078/42 22 червня 1944 р. Москва ПО НАРОДНОМУ КОМІСАРІАТУ ВНУТРІШНІХ СПРАВ СОЮЗУ ТА НАРОДНОМУ КОМІСАРІАТУ ОБОРОНИ СОЮЗУ СРСР Агентурною розвідкою встановлено: Останнім часом на Україні, особливо в Київській, Полтавській, Вінницькій, Ровенській та інших областях, спостерігається явно ворожий настрій українського населення проти Червоної Армії і місцевих органів Радянської влади. В окремих районах і областях українське населення чинить опір, відмовляється виконувати заходи партії і уряду по відновленню колгоспів і здачі хліба для потреб Червоної Армії. Воно аби, зірвати відбудову колгоспів, по-хижацькому вбиває власну худобу. Щоб зірвати постачання продовольства до Червоної Армії, хліб закопують у ями. У багатьох районах ворожі українські елементи переважно з осіб, що переховуються від мобілізації в Червону Армію, організували в лісах «зелені» банди, які не тільки підривають військові ешелони, а й нападають на невеликі військові частини, а також вбивають місцевих представників комуністичної влади. Окремі червоноармійці та командири, потрапивши під вплив напівфашистського українського населення та мобілізованих червоноармійців із звільнених областей України, стали розкладатися та переходити на бік ворога. З вищевикладеного видно, що українське населення стало на шлях явного саботажу Червоної Армії і Радянської влади і прагне до повернення німецьких окупантів. Тому, з метою ліквідації і контролю над мобілізованими червоноармійцями і командирами звільнених областей України, наказую: 1. Вислати в окремі краї Союзу РСР всіх українців, що проживали під владою німецьких окупантів. 2. Виселення проводити: а) у першу чергу українців, які працювали і служили у німців; б) у другу чергу вислати всіх інших українців, які знайомі з життям під час німецької окупації; в) виселення почати після того, як буде зібраний урожай і зданий державі для потреб Червоної Армії; г) виселення проводити тільки вночі і раптово, щоб не дати сховатися одним і не дати знати членам родини, які знаходяться в Червоній Армії. 3. Над червоноармійцями і командирами з окупованих областей встановити наступний контроль: а) завести в особливих відділах спеціальні справи на кожного; б) усі листи перевіряти не через цензуру, а через особливий відділ; в) закріпити одного секретного співробітника на 5 чоловік командирів і червоноармійців. 4. Для боротьби з антирадянськими бандами перекинути 12 і 25 каральні дивізії НКВС. Наказ оголосити до командира полку включно. Народний комісар внутрішніх справ Союзу РСР БЕРІЯ Зам. народного комісара оборони Союзу РСР, маршал Радянського Союзу ЖУКОВ. Оригінальний текст (рос.) СОВЕРШЕННО СЕКРЕТНО Приказ № 0078/42 22 июня 1944 года г. Москва ПО НАРОДНОМУ КОМИССАРИАТУ ВНУТРЕННИХ ДЕЛ СОЮЗА И НАРОДНОМУ КОМИССАРИАТУ ОБОРОНЫ СОЮЗА СССР Агентурной разведкой установлено: За последнее время на Украине, особенно в Киевской, Полтавской, Винницкой, Ровенской и других областях, наблюдается явно враждебное настроение украинского населення против Красной Армии и местных органов Советской власти. В отдельных районах и областях украинское население враждебно сопротивляется выполнять мероприятия партии и правительства по восстановлению колхозов и сдаче хлеба для нужд Красной Армии. Оно для того, чтобы сорвать колхозное строительство, хищнически убивает скот. Чтобы сорвать снабжение продовольствием Красной Армии, хлеб закапывают в ямы. Во многих районах враждебные украинские элементы преимущественно из лиц, укрывающихся от мобилизации в Красную Армию, организовали в лесах “зеленые” банды, которые не только взрывают воинские эшелоны, но и нападают на небольшие воинские части, а также убивают местных представителей власти. Отдельные красноармейцы и командиры, попав под влияние полуфашистского украинского населения и мобилизованных красноармейцев из освобожденных областей Украины, стали разлагаться и переходить на сторону врага. Из вышеизложенного видно, что украинское население стало на путь явного саботажа Красной Армии и Советской власти и стремится к возврату немецких оккупантов. Поэтому, в целях ликвидации и контроля над мобилизованными красноармейцами и командирами освобожденных областей Украины, приказываю: :1. Выслать в отдельные края Союза ССР всех украинцев, проживавших под властью немецких оккупантов. :2. Выселение производить: ::а) в первую очередь украинцев, которые работали и служили у немцев; ::б) во вторую очередь выслать всех остальных украинцев, которые знакомы с жизнью во время немецкой оккупации; ::в) выселение начать после того, как будет собран урожай и сдан государству для нужд Красной Армии; ::г) выселение производить только ночью и внезапно, чтобы не дать скрыться одним и не дать знать членам его семьи, которые находятся в Красной Армии. :3. Над красноармейцами и командирами из оккупированных областей установить следующий контроль: ::а) завести в особых отделах специальные дела на каждого; ::б) все письма проверять не через цензуру, а через особый отдел; ::в) прикрепить одного секретного сотрудника на 5 человек командиров и красноармейцев. :4. Для борьбы с антисоветскими бандами перебросить 12 и 25 карательные дивизии НКВД. Приказ объявить до командира полка включительно. Народный комиссар внутренних дел Союза ССР БЕРИЯ Зам. народного комиссара обороны Союза ССР, маршал Советского Союза ЖУКОВ » |

У книзі «Розшукуються державні злочинці» сучасного українського письменника Юрія Краснощока, яку її автор позиціонує як «документальний детектив», також наводиться повний текст наказу, причому, єдиний у книзі — з посиланням на архівне джерело (ЦД[А]ГОУ ф-1, оп. 70, справа 997, арк. 91). Автор пише, начебто з текстом наказу в роки війни його, як комсорга полку, ознайомив командир полку під підписку про нерозголошення. Текст наказу у викладенні Краснощока має невеликі відмінності від оприлюдненого в книзі Фелікса Чуєва. Текст цього наказу Краснощок вперше опублікував у повісті «Операція „Вогняний смерч“», яку було надруковано в другій половині 1990-х років у газеті «Молодь України».